# Windows Phone 7
Windows Phone 7 je mobilni operacijski sustav tvrtke Microsoft i nasljednik je Windows Mobile operacijskog sustava. Za razliku od prethodnika, primarno ciljno tržište Windows Phonea 7 su potrošači, dok su kod Windows Mobile sustava ciljno tržište bili poslovni korisnici. Sam sustav izašao je početkom 2011., iako je prvotno izlazak bio planiran u listopadu 2010. Ono po čemu se Windows Phone 7 razlikuje od svih dotadašnjih Microsoftovih operacijskih sustava je korisničko sučelje Metro. 
Windows Phone 7 primio je nekoliko nadogradnji od kojih su najveće bile Windows Phone 7.5 (Mango) i Windows Phone 7.8. Windows Phone 7 nije moguće nadograditi na Windows Phone 8 zbog različitih kernela.

## Inačice

### Windows Phone 7.5
Windows Phone 7.5 prva je od dvije velike nadogradnje Windows Phonea 7.
Dodane su sljedeće mogućnosti:
- izrezivanje, kopiranje i lijepljenje teksta
- postavljanje vlastitih melodija zvona
- univerzalni ulazni spremnik e-pošte
- djelomičan multitasking za aplikacije s trgovine
- USSD
- povezivanje na Wi-Fi pristupne točke sa skrivenim SSID-om

### Windows Phone 7.8
Windows Phone 7.8 druga je i posljednja velika nadogradnja.
Dodane su sljedeće mogućnosti:
- pločice u 3 veličine
- 20 boja sučelja
- Bing pozadina dana

## Unutarnje poveznice
- Windows Phone 8.1
- Windows Phone 8
- Windows Phone
- Windows 8
- Windows 7
- Microsoft

## Vanjske poveznice
- Windows Phone 7 službena stranica  Arhivirana inačica izvorne stranice od 19. kolovoza 2010. (Wayback Machine)
- Windows Phone 7 : 22 minutni demo
- Microsoft Expression Blend za Windows Phone